# Metiínos
Metiínos (Methiini) é uma tribo de coleópteros da subfamília Cerambycinae.

## Sistemática
- Ordem Coleoptera
  - Subordem Polyphaga
    - Infraordem Cucujiformia
      - Superfamília Chrysomeloidea
        - Família Cerambycidae
          - Subfamília Cerambycinae
            - Tribo Methiini (Thomson, 1860)
              - Gênero Afromethia (Adlbauer, 2000)
              - Gênero Coleomethia (Linsley, 1940)
              - Gênero Cyanomethia (Philips & Ivie, 1998)
              - Gênero Dorjia (Holzschuh, 1989)
              - Gênero Gabunsaphanidus (Adlbauer, 2006)
              - Gênero Isosaphanodes (Breuning, 1958)
              - Gênero Isosaphanus (Hintz, 1913)
              - Gênero Leptoxenus (Bates, 1877)
              - Gênero Madecassometallyra (Lepesme & Breuning, 1956)
              - Gênero Methia (Newman, 1842)
              - Gênero Metopotylus (Quedenfeldt, 1882)
              - Gênero Millotsaphanidus (Lepesme & Breuning, 1956)
              - Gênero Oplatocera (White, 1853)
              - Gênero Paratessaropa (Zajciw, 1957)
              - Gênero Paulianometallyra (Lepesme & Breuning, 1956)
              - Gênero Saphanidus (Jordan, 1894)
              - Gênero Styloxus (LeConte, 1873)
              - Gênero Tessaropa (Haldeman, 1847)